# Morti nel 1978/Gennaio
| Questa pagina contiene informazioni ricavate automaticamente dalle voci biografiche con l'ausilio del template Bio e di un bot. L'aggiornamento è periodico e automatico e ricostruisce completamente la pagina. Se manca una persona in questa lista, sei pregato di non aggiungerla, ma accertati piuttosto che la sua voce biografica contenga il template Bio e che i dati anagrafici siano correttamente compilati. Se il template Bio manca, inseriscilo tu stesso o, in alternativa, metti l'avviso {{tmp\|Bio}} che ne segnala la mancanza. Se i dati riportati sono sbagliati, correggi direttamente la voce biografica; le modifiche saranno visibili in questa lista entro pochi giorni. Per chiarimenti vedi il progetto biografie. La lista contiene solo le 96 persone che sono citate nell'enciclopedia e per le quali è stato implementato correttamente il template Bio. Pagina aggiornata al 3 mar 2024. |

- 1º gennaio - Max Ascoli, politologo italiano (n. 1898)
- 1º gennaio - Giorgio Dardanelli, ingegnere italiano (n. 1909)
- 1º gennaio - Jimmy Gibson, calciatore scozzese (n. 1901)
- 1º gennaio - S. Poniman, cantante e attore indonesiano (n. 1910)
- 1º gennaio - Nicolae Simatoc, calciatore e allenatore di calcio romeno (n. 1920)
- 3 gennaio - Carlo Baccari, poeta, scrittore e giornalista italiano (n. 1878)
- 3 gennaio - Bruno Midali, calciatore e allenatore di calcio italiano (n. 1903)
- 3 gennaio - Johnnie Mullens, cavaliere e attore statunitense (n. 1884)
- 4 gennaio - Billy Gray, attore statunitense (n. 1904)
- 4 gennaio - Ubert Piacco, scultore e pittore italiano (n. 1912)
- 4 gennaio - Vittorio Giovanni Rossi, giornalista e scrittore italiano (n. 1898)
- 4 gennaio - Tono, umorista, disegnatore e sceneggiatore spagnolo (n. 1896)
- 4 gennaio - Peter Wilhousky, compositore, direttore d'orchestra e educatore statunitense (n. 1902)
- 5 gennaio - Hans Blume, calciatore olandese (n. 1887)
- 5 gennaio - Sally Eilers, attrice statunitense (n. 1908)
- 5 gennaio - Cesare Frugoni, medico italiano (n. 1881)
- 6 gennaio - Burt Munro, pilota motociclistico neozelandese (n. 1899)
- 6 gennaio - Giuseppe Tinaglia, calciatore italiano (n. 1912)
- 7 gennaio - Villen Abramovič Azarov, regista sovietico (n. 1924)
- 7 gennaio - Hana Meličková, attrice slovacca (n. 1900)
- 7 gennaio - Art Prud'Homme, pugile canadese (n. 1898)
- 8 gennaio - André François-Poncet, ambasciatore e politico francese (n. 1887)
- 9 gennaio - Noble Johnson, attore statunitense (n. 1881)
- 9 gennaio - William Parry Murphy, medico statunitense (n. 1892)
- 9 gennaio - Paul Stovall, cestista statunitense (n. 1948)
- 10 gennaio - Don Gillis, compositore, direttore d'orchestra e insegnante statunitense (n. 1912)
- 10 gennaio - Tiziano Longo, regista e sceneggiatore italiano (n. 1924)
- 10 gennaio - Rubén Morán, calciatore uruguaiano (n. 1930)
- 10 gennaio - Gluck, pittrice britannica (n. 1895)
- 11 gennaio - Michael Bates, attore inglese (n. 1920)
- 11 gennaio - Anthony Conroy, hockeista su ghiaccio statunitense (n. 1895)
- 12 gennaio - Michele Camposarcuno, avvocato e politico italiano (n. 1892)
- 12 gennaio - Robert Harbin, illusionista e scrittore britannico (n. 1908)
- 12 gennaio - Déodat Roché, storico e esoterista francese (n. 1877)
- 12 gennaio - Arthur Sheekman, giornalista, sceneggiatore e commediografo statunitense (n. 1901)
- 13 gennaio - Benedetto Benedetti, allenatore di calcio e calciatore italiano (n. 1907)
- 13 gennaio - Germain Derycke, ciclista su strada belga (n. 1929)
- 13 gennaio - Hubert Humphrey, politico statunitense (n. 1911)
- 13 gennaio - Joe McCarthy, allenatore di baseball statunitense (n. 1887)
- 13 gennaio - Severino Menardi, sciatore italiano (n. 1910)
- 14 gennaio - Harold Abrahams, velocista, lunghista e giornalista britannico (n. 1899)
- 14 gennaio - Kurt Gödel, matematico, logico e filosofo austriaco (n. 1906)
- 14 gennaio - Robert Heger, direttore d'orchestra e compositore tedesco (n. 1886)
- 14 gennaio - Blossom Rock, attrice statunitense (n. 1895)
- 15 gennaio - Giulio De Benedetti, giornalista italiano (n. 1890)
- 16 gennaio - Aldo Damo, partigiano e politico italiano (n. 1906)
- 16 gennaio - Jean Gounot, ginnasta francese (n. 1894)
- 16 gennaio - Fuad Safar, archeologo iracheno (n. 1911)
- 17 gennaio - Nino Giannini, regista e sceneggiatore italiano (n. 1894)
- 18 gennaio - Carl Betz, attore statunitense (n. 1921)
- 18 gennaio - Michele Carnino, ammiraglio italiano (n. 1900)
- 18 gennaio - John Lyng, politico norvegese (n. 1903)
- 18 gennaio - Junius Matthews, attore e doppiatore statunitense (n. 1890)
- 18 gennaio - Raisa Ol'kenickaja, scrittrice, poetessa e traduttrice russa (n. 1886)
- 20 gennaio - Teodoro Ciresola, latinista e poeta italiano (n. 1899)
- 20 gennaio - Fausto Dionisi, poliziotto italiano (n. 1954)
- 20 gennaio - Agostino La Lomia, scrittore italiano (n. 1905)
- 20 gennaio - Jimmy Wardhaugh, calciatore scozzese (n. 1929)
- 21 gennaio - Sergio Venzo, geologo e paleontologo italiano (n. 1908)
- 22 gennaio - Stepan Chmil', vescovo cattolico ucraino (n. 1914)
- 22 gennaio - Léon-Gontran Damas, scrittore, poeta e politico francese (n. 1912)
- 22 gennaio - Oliver Leese, generale britannico (n. 1894)
- 22 gennaio - Austin Trevor, attore britannico (n. 1897)
- 22 gennaio - Paolo Violi, mafioso italiano (n. 1931)
- 23 gennaio - Terry Kath, cantautore e chitarrista statunitense (n. 1946)
- 23 gennaio - Carmen Mondragón, pittrice, poetessa e modella messicana (n. 1893)
- 23 gennaio - Jack Oakie, attore statunitense (n. 1903)
- 23 gennaio - Renato Scorticati, ciclista su strada italiano (n. 1908)
- 23 gennaio - Kelly Thordsen, attore statunitense (n. 1917)
- 24 gennaio - William Barclay, presbitero, teologo e biblista britannico (n. 1907)
- 24 gennaio - Maurizio Barendson, giornalista e conduttore televisivo italiano (n. 1923)
- 24 gennaio - Enzo Caselli, calciatore italiano (n. 1909)
- 24 gennaio - Herta Oberheuser, medico tedesco (n. 1911)
- 24 gennaio - Georges Speicher, ciclista su strada francese (n. 1907)
- 25 gennaio - Edmondo Malan, chirurgo italiano (n. 1910)
- 25 gennaio - Mirtemir, poeta e traduttore uzbeko (n. 1910)
- 26 gennaio - Gabriel Audisio, scrittore e poeta francese (n. 1900)
- 26 gennaio - Leo Genn, attore britannico (n. 1905)
- 26 gennaio - Francesco Mimbelli, ammiraglio italiano (n. 1903)
- 27 gennaio - Sid Castle, allenatore di calcio e calciatore inglese (n. 1892)
- 27 gennaio - Emil Hauser, violinista e docente ungherese (n. 1893)
- 27 gennaio - Oskar Homolka, attore austriaco (n. 1898)
- 28 gennaio - Mario De Negri, velocista e ostacolista italiano (n. 1901)
- 28 gennaio - Antero González, calciatore spagnolo (n. 1901)
- 28 gennaio - Arnold Hauser, storico dell'arte ungherese (n. 1892)
- 28 gennaio - Greta Johansson, tuffatrice e nuotatrice svedese (n. 1895)
- 28 gennaio - Jerzy Kuryłowicz, linguista polacco (n. 1895)
- 28 gennaio - Archie Robertson, calciatore scozzese (n. 1929)
- 29 gennaio - Anatolij Emel'janovič Golubov, generale e aviatore sovietico (n. 1908)
- 29 gennaio - Tim McCoy, generale e attore statunitense (n. 1891)
- 29 gennaio - Ward Moore, scrittore di fantascienza statunitense (n. 1903)
- 30 gennaio - Damia, cantante e attrice francese (n. 1889)
- 30 gennaio - Ray Famechon, pugile francese (n. 1924)
- 30 gennaio - Mario Marega, missionario italiano (n. 1902)
- 30 gennaio - Ermanno Vallazza, ciclista su strada italiano (n. 1899)
- 31 gennaio - Domenico Bernasconi, pugile italiano (n. 1902)